# Parthenolecanium putmani
Parthenolecanium putmani är en insektsart som först beskrevs av Phillips 1965.  Parthenolecanium putmani ingår i släktet Parthenolecanium och familjen skålsköldlöss. Inga underarter finns listade i Catalogue of Life.